# 공자 영제
공자 영제(公子嬰齊, ? ~ 기원전 570년)는 춘추 시대 초나라의 영윤이다. 자는 자중(子重)이다. 초 목왕의 아들이자 초 장왕의 동생이다.

## 생애
기원전 598년, 좌윤(左尹)이 되어 송나라를 공격하였다.
기원전 597년, 좌군(左軍)을 거느리고 필 전투에 참여하여 진나라를 대패시켰다.
기원전 589년, 영윤이 되어 군사를 이끌고 허나라, 채나라와 함께 위나라, 노나라를 공격하여 안 전투에서 진나라에게 공격을 받던 제나라를 구원하였다. 그해 겨울, 노 성공이 영제, 채 경후, 허 영공, 진(秦)나라의 우대부(右大夫) 열(說), 송나라의 화원(華元), 진(陳)나라의 공손 녕(公孫寧), 위나라의 손량부, 정나라의 공자 거질(公子去疾), 제나라의 대부와 함께 촉(蜀) 땅에서 회맹하였고, 공형(公衡)을 초나라에 인질로 보내기로 하였다. 공자 영제는 송나라를 정벌한 뒤 신(申), 여(呂) 땅을 상전(賞田)으로 받고자 하였으나 신공(申公) 무신(巫臣)이 이를 저지하였다. 이후 무신이 진나라로 달아나자 공자 영제는 사마(司馬) 공자 측과 함께 무신의 일족 및 청윤(淸尹) 불기(弗忌), 연윤(連尹) 양로(襄老)의 아들 흑요(黑要)를 죽였다. 공자 영제는 무신의 일족 중 한 사람인 자염(子閻)의 가산을 얻었다.
기원전 585년과 기원전 584년, 공자 영제는 진나라에 의존하고 있던 정나라를 공격하였다.
기원전 584년, 무신이 공자 영제로 인해 멸족당한 원수를 갚기 위해 진나라에게 오나라와 연합할 것을 건의하였다. 이로 인해 공자 측과 공자 영제는 1년 동안 7번이나 분명(奔命)하느라 피로해졌다.
기원전 582년, 진(陳)나라와 거나라를 공격하였다.
기원전 580년, 송나라의 화원(華元), 공자 영제, 진나라의 난서가 사적으로 우호를 맺고 진나라와 초나라 사이의 첫 번째 정전 회의를 달성하였다.
기원전 575년, 진나라와 초나라 사이에 언릉 전투가 일어났다. 초 공왕이 소차(巢車)에 오르자 영제는 백주리로 하여금 공왕의 뒤에 서게 하였다. 전투 중에 진나라의 난침이 영제를 보고 이전에 그가 진나라 군대를 '정돈과 쉬기를 잘한다'고 평가한 것을 떠올려 진 여공에게 영제에게 술을 선물해 호의를 보이게 해 달라고 요청했다. 초나라가 전투에서 패하자 영제는 공자 측에게 자살하여 사죄하라고 암시를 보냈고, 공자 측은 자살하였다. 공왕이 소식을 듣고 사람을 보내 막게 했지만 이미 늦은 상태였다.
기원전 574년, 정나라를 구원하였다.
기원전 573년, 팽성(彭城)의 어석(魚石)을 구원한 뒤 송나라를 공격하였다.
기원전 571년, 영제와 공자 임부가 소국의 재물을 받고 자신들을 핍박한 우사마(右司馬) 공자 신을 죽였다.
기원전 570년, 오나라를 공격하여 구자(鳩兹)에서 이기고 형산(衡山)에 이르렀다. 자신은 먼저 개선하여 크게 연회를 벌였는데, 부하인 등료(鄧廖)가 이끄는 조갑차병(組甲車兵) 3백 명과 정예 보병 3천 명이 오나라의 기습을 받아 조갑 80명과 보병 300명 만 남게 되었다. 영제는 소식을 듣고 심병(心病)을 얻었다가 사망하였다.